# 大西科学
大西 科学（おおにし かがく）は日本のライトノベル作家、もしくはその運営するテキストサイトの名称。

## 略歴
兵庫県出身。兵庫県立小野高等学校卒業後、大阪大学卒。理学博士。3児の父。研究生活を引退ののち、会社勤めをはじめる。そのかたわら1998年頃より、「大西科学」という名のサイトの運営をはじめ、雑文（または科学雑文）と称する文章の発表をする。内容は日記に近いものであったり、エッセイであったり、掌編小説であったりと多岐に渡っている。科学の名を冠していることからも分かるように科学的考察に基づいた内容が多く、その作品数は足掛け20年で800編以上に上る。
そんな中2006年9月、作品の一つとして書かれていた掌編シリーズ「ジョン平とぼくと」をもとにした長編小説『ジョン平とぼくと』をGA文庫より出版することになり、プロ作家デビューを果たした。前述の通り、本来「大西科学」とは本人が運営するサイトの名称であり、サイト内では「ジャッキー大西」と名乗っている。デビュー前、筆名をどうするか（ジャッキー大西を名乗るかどうか）悩んでいたとき、編集者側から「サイト名をそのまま使ってはどうか」と提案され、採用したという経緯がある。2008年7月、二つ目のシリーズとなる『晴れた空にくじら』の第一巻を刊行した。

## 作品一覧
出版物は、GA文庫（ソフトバンククリエイティブ刊）、ハヤカワ文庫より発行されている。

### GA文庫

#### 「ジョン平とぼくと」シリーズ
前述のサイト内で発表された掌編をもとに、長編小説として書き改められたもの。シリーズのイラストは全て銀八が担当している。現実の世界とは少しだけ違う、魔法のある世界を舞台に、主人公の北見重（きたみ しげる）とその使い魔である犬のジョン平（ジョンぺい）の活躍を、重の一人称で描く。
- ジョン平とぼくと（GA文庫、2006年9月15日 ISBN 978-4-7973-3711-2）
- ジョン平とぼくと2 ジョン平と去っていった猫（GA文庫、2006年12月15日 ISBN 978-4-7973-3912-3）
- ジョン平とぼくと3 ジョン平とぼくらの世界（GA文庫、2007年6月15日 ISBN 978-4-7973-4170-6）
- ジョン平とぼくと4 ジョン平とぼくときみと（GA文庫、2007年11月15日 ISBN 978-4-7973-4531-5） - シリーズ初の短編集。第1巻の発売前に発表された短編も収録している。
- ジョン平と一つの指輪（前編、後編） - 『ジョン平とぼくと』の発売に先駆けて、GA文庫公式サイト内で発表されていた短編小説。第4巻への再録に伴い、サイトでの公開は終了している。
- ジョン平とぼくと　エンダーの庭（GAマガジン vol.1掲載）

#### 「晴れた空にくじら」シリーズ
大西の二つ目のシリーズとなる。作者が1998年頃に着想を得た世界観を何度か書き直した末、2008年7月に発売された。イラストはrefeiaが担当している。舞台は、「ジョン平」シリーズと同じく、この現実と少し違う設定をしている。
空を飛ぶ鯨、浮鯨（ふげい）のある世界。その浮鯨からとれる浮珠（ふじゅ）は珍重され、空を飛ぶ船である浮船（ふせん）の浮力となる。日露戦争の時代、浮船《峰越》に乗った主人公波多野雪平と鯨撃ちの少女、クニの、ロシア軍との戦いをかく。
- 晴れた空にくじら 浮船乗りと少女（GA文庫、2008年7月15日 ISBN 978-4-7973-4916-0） - 主人公である浮船乗りの雪平と、少女、クニとのボーイ・ミーツ・ガール。
- 晴れた空にくじら2 戦空の魔女（GA文庫、2009年1月15日 ISBN 978-4-7973-5269-6） - 雪平とクニ、機関士の槍次に、通信兵の夏哉が乗組員に加わる。本格的に日露の戦いに巻き込まれていく。
- 晴れた空にくじら 3 浮鯨のいる空で (GA文庫、2009年9月15日 ISBN 978-4-7973-5630-4)
- 晴れた空にくじら　真心の贈り物（GAマガジン vol.1掲載）
- 晴れた空にくじら　くじらぶ（GAマガジン vol.2掲載）

### ハヤカワ文庫
ＧＡ文庫の二作のシリーズ以降に出版された単発作品。表紙イラストはミギーが担当している。
観測者(オブザーバー)と呼ばれる永久に生きる存在がいる世界。塾講師の南部観一郎は延長体(エクステンション)で相棒のペンダンと共に、長い時間を掛けて自分と同じ存在を探していた。キャッチコピーはさすらいと哀愁の量子ペンギンSF。
- さよならペンギン（ハヤカワ文庫、2010年5月10日 ISBN 978-4-1503-0997-8）

### Webサイト内で読めるもの
以下は、作者の個人サイト上で現在も閲覧可能な掌編である。これらがGA文庫版の原型となった（但し細部の設定は発売されたものと異なる）。このうち「ジョン平とケースの中の忠犬」はGA文庫版よりも後に、「浮鯨撃ちの少年」は、GA文庫版発売に合せて発表されたものである。
- 「ジョン平とぼくと」関連
  - ジョン平とぼくと
  - ジョン平は天気を占う
  - ジョン平とケースの中の忠犬
- 「晴れた空にくじら」関連
  - 浮鯨撃ちたち
  - 郷土防空隊
  - 高度差雷撃
  - 雲中遭遇戦
  - 浮鯨撃ちの少年
  - 浮船上のバレンタインデー